# Mongoloraphidia kaszabi
Mongoloraphidia kaszabi är en halssländeart som först beskrevs av H. Aspöck och U. Aspöck 1967.  Mongoloraphidia kaszabi ingår i släktet Mongoloraphidia och familjen ormhalssländor. Inga underarter finns listade i Catalogue of Life.